# オンセンド
株式会社オンセンド（英: ONSENDO Co.,Ltd.）は、岐阜県美濃市に本社を置く衣料品のチェーンストア。

## 概要
1935年（昭和10年）創業。1950年（昭和25年）に株式会社オンセンドを設立し、東海・近畿を中心に衣料品チェーン店の「オンセンド」を展開している。
社名は、創業者が「温泉の素」など温泉グッズを販売していたことに由来する。
2012年4月に、千葉県に1店舗のみの薬円台店が閉店を発表した。しかし、地元の熱心な買い物客の働きかけにより、店舗の営業継続の希望が相次いだため、閉店を中止し現在に至っている。

## 店舗
2020年6月4日時点での店舗数は52店舗（FC含む）。
- 千葉県 - 1店舗(新鮮市場マルエイの2階に入店)
- 静岡県 - 1店舗
- 愛知県 - 21店舗
- 岐阜県 - 16店舗
- 三重県 - 7店舗
- 滋賀県 - 2店舗
- 京都府 - 8店舗
- 大阪府 - 12店舗
- 兵庫県 - 8店舗
- 奈良県 - 1店舗
- 和歌山県 - 1店舗
- 福岡県 - 1店舗

現行店舗については、店舗情報を参照。

### かつて存在した店舗

#### 岐阜県
- 美濃本店[1]（2017年4月28日閉店）[2]

#### 兵庫県
- 青木店[3]（2023年3月31日閉店）[4]

#### 福岡県
- 大牟田店（2000年代にハイパーモールメルクス大牟田内で営業）

　福岡県大牟田市馬渡町１−１